# Ceratopogon adductus
Ceratopogon adductus är en tvåvingeart som beskrevs av Art Borkent och Eileen D. Grogan 1995. Ceratopogon adductus ingår i släktet Ceratopogon och familjen svidknott.
Artens utbredningsområde är Mongoliet. Inga underarter finns listade i Catalogue of Life.